# Шапуркино
Шапуркино — упразднённое село в Архаринском районе Амурской области России. Исключено из учётных данных в 1977 году.

## География
Село располагалось у подножья хребта Богучан, на расстоянии примерно 2,5 километра (по прямой) к юго-востоку от села Каменный Карьер.

## История
Посёлок Шапурский возник в 1930-е годы.
Решением Амурского облисполкома № 116 «Об изменениях в административно-территориальном делении области» от 14 апреля 1977 г. село Шапуркино исключено из учётных данных